# N = 1 supersymmetrische Yang-Mills-Theorie
N = 1 supersymmetrische Yang-Mills-Theorie (kurz N = 1 SYM) ist eine Eichtheorie, welche Supersymmetrie (kurz SUSY) und Yang-Mills-Theorie (kurz YM-Theorie), zuerst aufgestellt von Chen Ning Yang und Robert Mills im Jahr 1954, miteinander kombiniert. N steht für die Anzahl der Symmetrieoperatoren der Theorie (und oft wird noch mit D die Anzahl der Dimensionen hinzugenommen). N = 1 SYM hat daher einen Symmetrieoperator. Formuliert ist die Theorie auf dem vierdimensionalen Minkowski-Superraum, dem Faktorraum aus der Poincaré-Supergruppe und der Lorentz-Gruppe, einer supersymmetrischen Verallgemeinerung des vierdimensionalen Minkowski-Raumes, darstellbar als Faktorraum aus der Poincaré-Gruppe und der Lorentz-Gruppe.

## Verbindungen zu anderen Theorien
Quantisierte N = 1 SYM weist (im Gegensatz zur quantisierten N = 4 SYM) keine superkonforme Symmetrie auf. Jedoch ergibt sich D = 4 N = 1 SYM durch Kaluza-Klein-Kompaktifizierung über einer (reell zweidimensionalen) Riemannschen Fläche aus der D = 6 (1,0) superkonformen Feldtheorie (kurz D = 6 (1,0) SCFT) über einer M5-Brane mit konformer Invarianz. Über die holographische AdS/CFT-Korrespondenz ergibt sich letztere aus der siebendimensionalen Chern-Simons-Theorie, welche sich wiederum durch Kaluza-Klein-Kompaktifizierung über der vierdimensionalen Sphäre aus der D = 11 Supergravitation ergibt. D = 4 N = 1 SYM ist zudem ähnlich wie die D = 4 N = 1 Supergravitation ein Spezialfall der D = 4 N = 1 globalen Supersymmetrie.